# Rosema dorsalis
Rosema dorsalis är en fjärilsart som beskrevs av Walker 1855. Rosema dorsalis ingår i släktet Rosema och familjen tandspinnare. Inga underarter finns listade.